# Гепперт, Менрад фон
Барон Менрад фон Гепперт (нем. Menrad von Geppert; 1770—1855) — австрийский военный деятель, фельдцейхмейстер (1836), действительный тайный советник (1836).

## Биография
Родился в 1770 году в городе Лайбниц.
В военную службу вступил в 1784 году в качестве курсанта пехотного училища.
Полученные звания: майор (15.04.1804), подполковник (03.08.1807), полковник (27.04.1809), генерал-майор (26.07.1813), фельдмаршал-лейтенант (21.03.1827), фельдцейхмейстер (1836).
Участвовал в войнах с Турцией в конце XVIII века и против Франции в 1805 году. В 1809 году в звании полковника был начальником Генерального штаба V-го корпуса, который в 1815 году захватил Анкону (Италия) и в качестве командира дивизии в 1827 году захватил Аграм (ныне Загреб). В 1831 году, перейдя реку По, командовал 2-й дивизией, завоевавшей города Феррара и Римини. В 1833 году Менрад фон Гепперт командовал II-м корпусом в Италии.
В 1836 году произведён в фельдцейхмейстеры, и назначен командиром 43-го Ломбардского пехотного полка. В том же году получил звание действительного тайного советника и возведён в баронское достоинство Австрийской империи.
Умер 7 апреля 1855 года в Вене.
Стал автором некоторых афоризмов на немецком языке.

## Награды
Австрийской империи:
- Военный орден Марии Терезии рыцарский крест (1801)
- Австрийский императорский орден Леопольда командорский крест (1815)

Прочие:
- Орден Святого Владимира 3-й степени (1813, Российская империя).
- Орден Святого Георгия 4-й степени (№ 2959; 3 августа 1814, Российская империя)
- Орден Красного орла 2-го класса (1821, королевство Пруссия)[5]
- Военный орден Максимилиана Иосифа рыцарский крест (королевство Бавария)[6]
- Орден Христа (Папский престол)
- Орден Святого Григория Великого большой крест (Папский престол)
- Константиновский орден Святого Георгия большой крест (Герцогство Парма и Пьяченца)
- Орден Святого Георгия и Воссоединения большой крест (королевство Обеих Сицилий)
- Орден Святого Фердинанда и заслуг командорский крест (королевство Обеих Сицилий)